# Neufeld an der Leitha
Neufeld an der Leitha é um município da Áustria localizado no distrito de Eisenstadt-Umgebung, no estado de Burgenland.